# Manda mandibularis
Manda mandibularis är en skalbaggsart som först beskrevs av Leonard Gyllenhaal 1827.  Manda mandibularis ingår i släktet Manda, och familjen kortvingar. Enligt den svenska rödlistan är arten nära hotad i Sverige. Arten förekommer i Götaland, Gotland och Öland. Artens livsmiljö är våtmarker, jordbrukslandskap, skogslandskap.